# とろける鉄工所
『とろける鉄工所』（とろけるてっこうじょ）は、野村宗弘による日本の漫画。『イブニング』（講談社）にて連載された。単行本は全10巻が講談社イブニングKCで刊行されている。略称は「とろ鉄」。作者本人は「とろけ」と呼んでいる。

## 概要
青年漫画誌『イブニング』2007年20号（講談社）に初掲載された後、『イブニング』2008年1号より2013年9号まで連載された。作者が以前就労していた溶接工の体験などを題材にしており、溶接に関する用語や解説が随所に入る。1話4ページ、同時2話掲載が基本であるが、同時に3話以上掲載されることもあった。これは、予定していた原稿が間に合わなかった場合などに、編集部が『とろ鉄』で埋めるようにしているためである。本来の掲載ページは雑誌巻末であるが、埋め合わせの場合の掲載ページの場所は不定であった。増ページは締め切り直前に決まるため、次号予告での告知は行われない。

## あらすじ
ある地方の村部にある鉄工所「のろ鉄工」で働く溶接工たちの日常をコメディタッチに描く。1話完結であるが、作者によれば物語が進展していくストーリー漫画とのこと。登場人物は広島弁で会話するが、地域は設定されていない。「強いて言えば広島市内ではない広島県の村部」とのこと。ただし、広島市では周辺自治体との合併が行われた1950年代以前の市域を指して市内と呼ぶ場合があり、正確には旧市内ではないと注釈された。

## 登場人物

### のろ鉄工 小島班
北さん（きたさん）
28歳。この漫画の主人公で、「（株）のろ鉄工」に勤務する職歴5年の溶接工。小島班のメンバー。作業中はいつも帽子を後ろ向きにかぶり、前掛けを着用している。周りに気を遣う性格のため、気苦労が絶えない。元は商業ミュージシャンを志望していたが、才能が無いことを自覚して22歳で就職活動を始める。その過程でハローワークの職員に薦められるままにポリテクセンターの溶接コースを受講し、そこで溶接の楽しさに魅せられ、溶接工の道に進むことを決意した。周囲からは、「きたさん」や「ぺーさん」と呼ばれている。ホームセンターの工具売り場を見るのが大好き。独立して自分の鉄工所を持つことを夢見ている。
小島さん（こじまさん）
50歳。職歴35年のベテランの溶接工で、「のろ鉄工」の工場長で、小島班及び旧今井班の班長。横長な頭が特徴。のろ鉄工の創業と同時に中卒の15歳で就職。創業当時からの従業員は、社長夫妻を除くと彼とご隠居のみである。若いときは自分の鉄工所を持とうとも考えていたが、現在は職場を育て上げたという自負と強い愛着を感じている。溶接の腕はピカイチで、溶接技術競技会の課題になるほどの難しい技法もアッサリこなしてしまうほどの腕前。ゴーグルをせずに使用していたサンダーの破片が左眼に刺さり、失明した。短気で口は悪いが、同僚、特に若い連中への気遣いは怠らない。休ませた部下には内緒で休日出勤もこなす。病院で寝たきりの母親（現在は故人）と高校生（後に大学に進学）の娘（さと子）がいる。娘に対しては照れ屋で、本音を言えずぶっきらぼうな口調になってしまう。また、さと子の下に離婚した妻に引き取られた双子の息子がおり、さと子からは手の掛かる子供と思われているが、2人の息子からは尊敬されている。趣味は野球場での野球観戦とパチンコ。高所恐怖症で、社員旅行の際、東京タワーの特別展望台まで上がることができなかった。
吉川コウイチ（よしかわ コウイチ）
19歳。通称吉っちゃん（よっちゃん）。小島班のメンバーで、新人の溶接工。溶接の腕は未熟で、小島さんには使いっ走りをさせられたり怒られてばかりいるが、向上心はある。作業中は常にヘルメットをかぶっている。粘着質でいじけた性格だが、周囲から温かく見守られている。現代っ子なのにきつい仕事をサボらずに勤務しているとして評価は悪くはない。また高い場所への恐怖心もさほど無いようで、北さんから「高所作業に向いている」と言われている。女性に対しては引っ込み思案で、その性格からかうまくいった例がない。社員旅行でさと子に一目惚れしたが、意識しすぎて挨拶すらまともに交わせず、そのためさと子からは単に人見知りする人としか思われていない。女性にもてないタイプだが、誰彼構わず交際願望が強い。趣味はゲーム。地元球団ファン揃いの社員たちの中では唯一の野球オンチ。
恩田（おんだ）
22歳。のろ鉄工に就職してきた新人。小島班に配属されたとは明示されていないが、社長は業務研修として小島に預けた。しかし2日目から無断欠勤し、それ以降出社していない1話限りのゲストキャラクター。
くさか里樹作の『ヘルプマン!』の主人公が鉄工所に就職するというエピソードがあり、作者にくさか里樹から『のろ鉄工』の名前の使用の許諾を求められ、作者は快諾した。そこから本作品で新人を登場させるエピソードに、『ヘルプマン!』の主人公と同じ名前を付けた。『イブニング』編集部が両作品のコラボレーションという扱いをしたが、作者によると『ヘルプマン!』でのエピソードの内容は事前には教えられておらず、共通するのは名前だけで別人とのこと。ただし、『ヘルプマン!』には小島に似た児島という熟練工が登場している。

### のろ鉄工 今井班
今井 隆三（いまい　りゅうぞう）
42歳。通称今井さん。のろ鉄工の従業員で、今井班の班長。今井班のメンバーは今井さんを含め3人で、全員40代で独身。頭髪は剃っておりスキンヘッドで、バンダナ代わりにタオルを頭に巻いて仕事をしている。元ヤクザで、3年間の服役期間に溶接技術を学んだ。背中に不動明王の彫り物があり、目付きの鋭い強面だが、ヤクザの頃から顔に似合わず優しい性格で、人当たりは良い。溶接の火花が背中に引火しても、慌てずに地面で消火するほど冷静。のろ鉄工のメンバーの中では最も背が高い。正月休み中に同僚らに知らせず小島さんと出張作業に出向くなど、小島さんと同様に部下や若手への気遣いも欠かさない。コワモテに似合わずパン作りが趣味で、酵母種から自作する本格派。2010年11号で、パン屋を開業するためにのろ鉄工を退職。現在は今井さんの彼女と共にパン屋を経営している。彼女からは隆三さんと呼ばれている。のろ鉄工社長の甥である。
高原さん（たかはらさん）
44歳。今井班40代独身トリオの一人。職歴22年、のろ鉄工勤務10年目の溶接工。七三分けの髪型にメガネをかけたマジメそうな風貌。30代の頃までは北海道で溶接工をしており、寒い北国ならではの苦労話を色々持っている。貢いだ水商売の女がいたが、子持でヒモ付きだと知らされた後に酷く振られた事をきっかけに、北海道を離れたといういきさつがある。そのため女性関係にはトラウマが強く残っており、特定の言葉をきっかけにそのトラウマが発動してしまう。
西田さん（にしださん）
47歳。職歴22年の溶接工で、のろ鉄工には8年間勤務。今井班40代独身トリオの一人。丸っこい笑い顔が特徴。頭髪がかなり寂しい状態になっているが、本人はそれを「マジメにヘルメットをかぶり続けたため」と思っている。現在も安全のために作業時はきちんとヘルメットやゴーグル、安全具を着用している。自分しか使わない防具は、経済的に困っていないことから個人で買って使っている。しかし骨折や腰痛などの頻度は社員で最も多く、社一番のヘビースモーカーでもある。無趣味で、長時間労働のためにお金を使う機会がなく、2000万円もの貯蓄があるらしい。不渡りからボーナスが払えなかった状況で社長にボーナス分を貸そうと持ちかけたこともあった。社長は断ったものの一応ボーナスは支給されたようである。
石井さん（いしいさん）
のろ鉄工に中途入社した中年溶接工。いがぐり頭と四角い顔が特徴。かつて小さな鉄工所を夫婦で経営していたが倒産してしまい、のろ鉄工に再就職したという経緯がある。豊富な経験に裏打ちされた深い知識が持ち味で、ご隠居に続く新たな生き字引としてのろ鉄工になじんでゆく。

### のろ鉄工 その他社員
社長
60歳。「（株）のろ鉄工」の創業者で社長。非常に鋭い目つきと、一言一言噛んで含めるような話し方が特徴。のろ鉄工を25歳で創業し、当初は積極的に現場での陣頭指揮を行い自らも溶接を行っていたが、現在は現場を小島に任せ全国各地を飛び回って精力的に営業を行っている。今では溶接をすることはほぼ無いが、腕前は今でも確かである。典型的なワンマン社長で、無茶な納期の仕事を無計画に取ってくるが、それは現場の人間の給料と技能の向上のためと自らに言い聞かせている。その為、のろ鉄工には残業や休日出勤など超過勤務は日常茶飯事となっている。そのほか、役所から目を付けられるのを避けるため労災隠しとして労災を使わないように従業員に暗に要求するなど、劣悪な労働環境を作る元凶となっている。
その一方で、毎年社員旅行を企画したり、営業帰りに従業員への土産を購入したり、母親が亡くなったばかりの小島さんに忌引休暇を与えるなど、彼なりに従業員に気を配る面もある。特に社員旅行は社長が生きがいにしているほど力を入れており、不渡りをくらって社員旅行を中止したときにはかなり残念がっていた。なお、この時中止になった社員旅行の代替として忘年会が行われている。
木下さん（きのしたさん）
75歳。通称ご隠居。のろ鉄工の創業時からの従業員で、長老。会社に籍は置いているようだが、毎日出勤してくることはない。あとの時間は、若い頃からの念願だった妻との旅行にあてている。工場に出た際には若手工員達に色々アドバイスを送ったり、工場の昔話を語ったりしている。機械の事故に遭い、親指以外の右手の指をのろ鉄工の創業の頃には既に失っている。
社長の奥さん
58歳。のろ鉄工の常務取締役にして、唯一の女性社員。見るからに不美人として描かれているが、若い頃は美人で、のろ鉄工創業当時の23歳の頃の写真を見ても北さんと吉川は全く気付かず、ご隠居に教えられて酷く驚いていた。よく煎餅をかじっている。寡黙で台詞は無い。今井さんのパン屋開業後、社員に残業用のパンを購入し定時17時に配る「パン任務」もこなしている。
池谷涼子（いけがやりょうこ）
通称涼ちゃん。「（株）のろ鉄工」社長の娘。不渡りをくらった「のろ鉄」を救うため、夫とともに東京より帰省している。中学生の娘がいる。父譲りの容姿に、母の寡黙さを引き継いでいる。
池谷さん（いけがやさん）
涼ちゃんの夫。涼ちゃん同様、「のろ鉄」の助っ人。営業担当。鉄工所初心者ながら、日常茶飯事となっている無計画な仕事取りが不渡りの一因となっていることを、社長に指摘するなど、結構肝が据わっている。20年後の「のろ鉄」社長候補。

### その他
北さんの奥さん
26歳。名前は不明。過去にアルバイト先で同僚だったミュージシャン時代の北さんと出会い、1年前に結婚した新妻。北さんのことを「ぺー君」と呼ぶ。よく笑う明るい性格だが、怒ると無表情かつ無口になる。美味しい食べ物と可愛い物とに目が無い。夜遅くまで危険な作業に従事する夫を常に案じ、夫の仕事に誇りを持つよき理解者。日ごろから作業服の修繕をしてるためミシンの扱いが得意。釣りが上手いという意外な特技もあり。苦手な事は、近所の奥様方につかまって井戸端会議に付き合わされること。単行本6巻第148話にて妊娠が発覚しており、単行本7巻第189話にて男の子を出産した。基本的に家にいてくつろいでいる時は単色のワンピースを好んで着用している。
小島さと子
17歳。小島さんの娘の泣きボクロが特徴的な美少女。父子家庭の小島家の家事全般をこなす女子高生。初登場時は受験を控えた公立高校の3年生で、地元の国立大学への進学を志望しつつも、父親の世話と祖母の看病、そして学費とで浪人することも考えていた。夜遅くまで受験勉強をしつつ朝早く父のお弁当を作るなど、学業と共に家事を健気にこなす心優しい娘。時折まじめな表情で小島さんに父親顔負けのきつい事を言ってへこますことがあるが、それは父のためを思って決めたことに父が素直に賛成してくれないことから。祖母が亡くなった現在は、国立大学に進学するために書店でアルバイトをして学費を稼ぐ浪人生である。密かに父の再婚を願っている。単行本7巻にて、国立大学教育学部に入学した。
アズルさん
県内のライバル会社アズル工業の溶接工。溶接氏名不明でアズルさんとの通称で登場する。北さんと共に溶接技術競技会に参加し、北さんと友人となる。腕前は北さんよりも優れている。目元だけ露出する防護マスク着用するとイケメン。
大竹ケンジロウ・コウジロウ（おおたけ ケンジロウ・コウジロウ）
小島さんの実子の双子の兄弟。2人とも父親そっくりの風貌をしていて、2人の髪型は鏡に映した様に左右対称である。自分たちを引き取った母親の再婚に伴い、現在の名字になった。実父である小島さんを心から尊敬しており、父と同じ道を歩もうと工業高校の溶接科に入学する。一方義父に対しては、関係は良好ながらも未だに名字でしか呼ぼうとしない。
川口さん（かわぐちさん）
大竹兄弟が通う工業高校の同級生で、溶接科の紅一点。芸術家志望で、金属オブジェを作るのに必要な技術を学ぶため溶接科に入学した。芸術性を追求して実用性を度外視した作品ばかり作りたがるため、職人肌の溶接科教師とはしばしば衝突している。
K添嬢
24歳。『イブニング』講談社の女性編集者で、作者の担当者。作品に直接登場することはないが、漫画のコマの外の柱の部分に独特なアオリを入れる。
同じ作者が執筆している『イブニング』に時折掲載される姉妹誌『good!アフタヌーン』の宣伝漫画『いいなぁgood!アフタヌーン』の主人公でもある。

## 単行本
野村宗弘『とろける鉄工所』 講談社〈イブニングKC〉、全10巻
1. 2008年11月21日刊行、ISBN 978-4-06-352247-1
第1話から第27話までと、そのほか描き下ろしの登場人物紹介ページ、作者による小解説文、2ページの「おまけのマンガ」を収録。K添嬢のアオリも載せている。
2. 2009年3月23日刊行、ISBN 978-4-06-352258-7
3. 2009年10月23日刊行、ISBN 978-4-06-352284-6
4. 2010年4月21日刊行、ISBN 978-4-06-352309-6
5. 2010年10月22日刊行、ISBN 978-4-06-352329-4
6. 2011年4月22日刊行、ISBN 978-4-06-352360-7
7. 2011年10月21日刊行、ISBN 978-4-06-352382-9
8. 2012年4月23日刊行、ISBN 978-4-06-352414-7
9. 2012年11月22日刊行、ISBN 978-4-06-352436-9
10. 2013年6月21日刊行、ISBN 978-4-06-352465-9

## 関連作品
- 野村宗弘『鉄工所にも花が咲く』（ウェブコミック配信サイト「Ohta Web Comic」で連載中）